# Сейлем (Нью-Джерсі)
Сейлем (англ. Salem) — місто (англ. city) в США, в окрузі Салем штату Нью-Джерсі. Населення — 5296 осіб (2020).

## Історія
Сейлем заснував Джон Фенвік, квакер.

## Географія
Сейлем розташований за координатами 39°34′6″ пн. ш. 75°28′21″ зх. д. / 39.56833° пн. ш. 75.47250° зх. д. (39.568236, -75.472553). Воно простягається вздовж річки Салем.  За даними Бюро перепису населення США в 2010 році місто мало площу 7,29 км², з яких 6,07 км² — суходіл та 1,22 км² — водойми.

## Демографія
Згідно з переписом 2010 року, у місті мешкало 5146 осіб у 2157 домогосподарствах у складі 1263 родин. Було 2633 помешкання
Расовий склад населення:
| - 62,1 % — чорних або афроамериканців - 31,2 % — білих - 0,4 % — корінних американців - 0,4 % — азіатів - 1,8 % — осіб інших рас |

До двох чи більше рас належало 4,0 %. Частка іспаномовних становила 6,7 % від усіх жителів.
За віковим діапазоном населення розподілялося таким чином: 28,2 % — особи молодші 18 років, 59,3 % — особи у віці 18—64 років, 12,5 % — особи у віці 65 років та старші. Медіана віку мешканця становила 34,4 року. На 100 осіб жіночої статі у місті припадало 80,8 чоловіків;  на 100 жінок у віці від 18 років та старших — 73,5 чоловіків також старших 18 років.
Середній дохід на одне домашнє господарство  становив 44 779 доларів США (медіана — 26 320), а середній дохід на одну сім'ю — 54 140 доларів (медіана — 33 274). Медіана доходів становила 54 375 доларів для чоловіків та 40 875 доларів для жінок. За межею бідності перебувало 39,6 % осіб, у тому числі 54,2 % дітей у віці до 18 років та 11,5 % осіб у віці 65 років та старших.
Цивільне працевлаштоване населення становило 1573 особи. Основні галузі зайнятості: освіта, охорона здоров'я та соціальна допомога — 38,3 %, виробництво — 10,7 %, транспорт — 8,6 %, науковці, спеціалісти, менеджери — 8,1 %.